# Jarnuty (przystanek kolejowy)
Jarnuty – zamknięty 1 kwietnia 1993 roku przystanek osobowy w Jarnutach na linii kolejowej nr 34, w województwie mazowieckim, w Polsce.